# تمپل استریت
تمپل استریت (انگلیسی: Temple Street) شرکت رسانه‌ای کانادایی است، که در سال ۱۹۹۶ تأسیس شد.